# Bus Colomiers
Bus Colomiers est un ancien réseau de bus gratuit desservant la commune de Colomiers composé de huit lignes régulières et complémentaire au réseau Tisséo, qui lui est payant.
Il disparaît le 29 août 2016 avec la mise en service de la ligne Linéo L2 et de la nouvelle ligne communale 150 du réseau Tisséo, ainsi que par l'adaptation des lignes 21, 32, 55 et 63.
Cette refonte a pour but de mettre la ville en conformité avec la loi car étant membre de la métropole toulousaine elle n'exerce pas la compétence transport, exercée par Tisséo-SMTC. La ville prend en charge la création de la carte Pastel et une partie du coût de l'abonnement aux habitants de la commune.

## Le réseau

### Équivalences avec le réseau Tisséo
Au 29 août 2016, les huit lignes régulières sont remplacées par le réseau Tisséo de la façon suivante :
- Les lignes 1 et 7 sont remplacées par les lignes 55 et 150 ;
- La ligne 2 est remplacée par les lignes L2 et 21 ;
- La ligne 3 est remplacée par les lignes 21 et 32 ;
- La ligne 4 est remplacée par les lignes L2 et 150 ;
- La ligne 5 est remplacée par les lignes L2, 21, 63 et 150 ;
- La ligne 6 est remplacée par la ligne 150 ;
- La ligne 8 est remplacée par la ligne 32.

### Les lignes
Toutes les lignes ne fonctionnaient que dans un seul sens et étaient en correspondance entre elles en plusieurs endroits, notamment au Relais bus et à la Gare Centre.
| Ligne | Caractéristiques | Caractéristiques                                                            | Caractéristiques                                                            | Caractéristiques                                                            | Caractéristiques                                                            | Caractéristiques                                                            | Caractéristiques                                                            | Caractéristiques                                                            | Caractéristiques                                                            |
| 1     | (Circulaire) Gare Centre ⥋ via la Zone industrielle En Jacca | (Circulaire) Gare Centre ⥋ via la Zone industrielle En Jacca                | (Circulaire) Gare Centre ⥋ via la Zone industrielle En Jacca                | (Circulaire) Gare Centre ⥋ via la Zone industrielle En Jacca                | (Circulaire) Gare Centre ⥋ via la Zone industrielle En Jacca                | (Circulaire) Gare Centre ⥋ via la Zone industrielle En Jacca                | (Circulaire) Gare Centre ⥋ via la Zone industrielle En Jacca                | (Circulaire) Gare Centre ⥋ via la Zone industrielle En Jacca                | (Circulaire) Gare Centre ⥋ via la Zone industrielle En Jacca                |
| ----- | --- | --------------------------------------------------------------------------- | --------------------------------------------------------------------------- | --------------------------------------------------------------------------- | --------------------------------------------------------------------------- | --------------------------------------------------------------------------- | --------------------------------------------------------------------------- | --------------------------------------------------------------------------- | --------------------------------------------------------------------------- |
| 1     | Ouverture / Fermeture — / 29 août 2016 | Longueur —                                                                  | Durée 28 min                                                                | Nb. d’arrêts 23                                                             | Matériel —                                                                  | Jours de fonctionnement L, Ma, Me, J, V, S                                  | Jour / Soir / Nuit / Fêtes O / N / N / N                                    | Voy. / an —                                                                 | Exploitant Régie                                                            |
| 1     | Desserte : Colomiers - Arrêts desservis : Gare centre - Ossau - Blanquette - En Sigal - Adour - Baronnies - Allende - D’El Pey - Naudinet - Garrabet - Ménude Sud - Ménude Nord - Salvetat Ouest - Triguebeurre - Salvetat Est - La Chasse - Bigorre - Anne Laffont - Tucol - En Sigal - Embax - Ossau - Gare centre |                                                                             |                                                                             |                                                                             |                                                                             |                                                                             |                                                                             |                                                                             |                                                                             |
| 1     | Autre : La ligne 1 est couplée avec la ligne 5. Girouette indiquant : 1 En Jacca - Ligne remplaçante : 55150 |                                                                             |                                                                             |                                                                             |                                                                             |                                                                             |                                                                             |                                                                             |                                                                             |
| 1     | Dernière actualisation : — |                                                                             |                                                                             |                                                                             |                                                                             |                                                                             |                                                                             |                                                                             |                                                                             |
| 2     | (Circulaire) Gare Centre ⥋ via Lautaret et le Parc aéronautique | (Circulaire) Gare Centre ⥋ via Lautaret et le Parc aéronautique             | (Circulaire) Gare Centre ⥋ via Lautaret et le Parc aéronautique             | (Circulaire) Gare Centre ⥋ via Lautaret et le Parc aéronautique             | (Circulaire) Gare Centre ⥋ via Lautaret et le Parc aéronautique             | (Circulaire) Gare Centre ⥋ via Lautaret et le Parc aéronautique             | (Circulaire) Gare Centre ⥋ via Lautaret et le Parc aéronautique             | (Circulaire) Gare Centre ⥋ via Lautaret et le Parc aéronautique             | (Circulaire) Gare Centre ⥋ via Lautaret et le Parc aéronautique             |
| 2     | Ouverture / Fermeture — / 29 août 2016 | Longueur —                                                                  | Durée 27 min                                                                | Nb. d’arrêts 18                                                             | Matériel —                                                                  | Jours de fonctionnement L, Ma, Me, J, V, S                                  | Jour / Soir / Nuit / Fêtes O / N / N / N                                    | Voy. / an —                                                                 | Exploitant Régie                                                            |
| 2     | Desserte : Colomiers - Arrêts desservis : Gare centre - Bascule - Naurouze - Lycée Eugène Montel - Pôle Emploi - Yves Brunaud - Capitany - Clément Ader - Didier Daurat - Jean Monnet - Henri Ziegler - Concorde - Jean Mermoz - Georges Guynemer - Lautaret - Cantal - Boulevard Eugène Montel - Gare centre        |                                                                             |                                                                             |                                                                             |                                                                             |                                                                             |                                                                             |                                                                             |                                                                             |
| 2     | Autre : La ligne 2 est couplée avec la ligne 8. Girouette indiquant : 2 Parc Aéronautique - Ligne remplaçante : L2 21 |                                                                             |                                                                             |                                                                             |                                                                             |                                                                             |                                                                             |                                                                             |                                                                             |
| 2     | Dernière actualisation : — |                                                                             |                                                                             |                                                                             |                                                                             |                                                                             |                                                                             |                                                                             |                                                                             |
| 3     | (Circulaire) Relais bus ⥋ via François Pons, la gare, Cournaudis et Cabirol | (Circulaire) Relais bus ⥋ via François Pons, la gare, Cournaudis et Cabirol | (Circulaire) Relais bus ⥋ via François Pons, la gare, Cournaudis et Cabirol | (Circulaire) Relais bus ⥋ via François Pons, la gare, Cournaudis et Cabirol | (Circulaire) Relais bus ⥋ via François Pons, la gare, Cournaudis et Cabirol | (Circulaire) Relais bus ⥋ via François Pons, la gare, Cournaudis et Cabirol | (Circulaire) Relais bus ⥋ via François Pons, la gare, Cournaudis et Cabirol | (Circulaire) Relais bus ⥋ via François Pons, la gare, Cournaudis et Cabirol | (Circulaire) Relais bus ⥋ via François Pons, la gare, Cournaudis et Cabirol |
| 3     | Ouverture / Fermeture — / 29 août 2016 | Longueur —                                                                  | Durée 26 min                                                                | Nb. d’arrêts 28                                                             | Matériel —                                                                  | Jours de fonctionnement L, Ma, Me, J, V, S                                  | Jour / Soir / Nuit / Fêtes O / N / N / N                                    | Voy. / an —                                                                 | Exploitant Régie                                                            |
| 3     | Desserte : Colomiers - Arrêts desservis : — |                                                                             |                                                                             |                                                                             |                                                                             |                                                                             |                                                                             |                                                                             |                                                                             |
| 3     | Autre : La ligne 3 est couplée avec la ligne 7. Girouette indiquant : 3 Cabirol - Ligne remplaçante : 2132 |                                                                             |                                                                             |                                                                             |                                                                             |                                                                             |                                                                             |                                                                             |                                                                             |
| 3     | Dernière actualisation : — |                                                                             |                                                                             |                                                                             |                                                                             |                                                                             |                                                                             |                                                                             |                                                                             |
| 4     | (Circulaire) Relais bus ⥋ via la gare, Couchant et le cimetière | (Circulaire) Relais bus ⥋ via la gare, Couchant et le cimetière             | (Circulaire) Relais bus ⥋ via la gare, Couchant et le cimetière             | (Circulaire) Relais bus ⥋ via la gare, Couchant et le cimetière             | (Circulaire) Relais bus ⥋ via la gare, Couchant et le cimetière             | (Circulaire) Relais bus ⥋ via la gare, Couchant et le cimetière             | (Circulaire) Relais bus ⥋ via la gare, Couchant et le cimetière             | (Circulaire) Relais bus ⥋ via la gare, Couchant et le cimetière             | (Circulaire) Relais bus ⥋ via la gare, Couchant et le cimetière             |
| 4     | Ouverture / Fermeture — / 29 août 2016 | Longueur —                                                                  | Durée 29 min                                                                | Nb. d’arrêts 27                                                             | Matériel —                                                                  | Jours de fonctionnement L, Ma, Me, J, V, S                                  | Jour / Soir / Nuit / Fêtes O / N / N / N                                    | Voy. / an —                                                                 | Exploitant Régie                                                            |
| 4     | Desserte : Colomiers - Arrêts desservis : — |                                                                             |                                                                             |                                                                             |                                                                             |                                                                             |                                                                             |                                                                             |                                                                             |
| 4     | Autre : La ligne 4 est couplée avec la ligne 6. Girouette indiquant : 4 Sélery - Ligne remplaçante : L2 150 |                                                                             |                                                                             |                                                                             |                                                                             |                                                                             |                                                                             |                                                                             |                                                                             |
| 4     | Dernière actualisation : — |                                                                             |                                                                             |                                                                             |                                                                             |                                                                             |                                                                             |                                                                             |                                                                             |
| 5     | (Circulaire) Gare Centre ⥋ via la gare des Ramassiers, Page et le cimetière | (Circulaire) Gare Centre ⥋ via la gare des Ramassiers, Page et le cimetière | (Circulaire) Gare Centre ⥋ via la gare des Ramassiers, Page et le cimetière | (Circulaire) Gare Centre ⥋ via la gare des Ramassiers, Page et le cimetière | (Circulaire) Gare Centre ⥋ via la gare des Ramassiers, Page et le cimetière | (Circulaire) Gare Centre ⥋ via la gare des Ramassiers, Page et le cimetière | (Circulaire) Gare Centre ⥋ via la gare des Ramassiers, Page et le cimetière | (Circulaire) Gare Centre ⥋ via la gare des Ramassiers, Page et le cimetière | (Circulaire) Gare Centre ⥋ via la gare des Ramassiers, Page et le cimetière |
| 5     | Ouverture / Fermeture — / 29 août 2016 | Longueur —                                                                  | Durée 29 min                                                                | Nb. d’arrêts 22                                                             | Matériel —                                                                  | Jours de fonctionnement L, Ma, Me, J, V, S                                  | Jour / Soir / Nuit / Fêtes O / N / N / N                                    | Voy. / an —                                                                 | Exploitant Régie                                                            |
| 5     | Desserte : Colomiers - Arrêts desservis : — |                                                                             |                                                                             |                                                                             |                                                                             |                                                                             |                                                                             |                                                                             |                                                                             |
| 5     | Autre : La ligne 5 est couplée avec la ligne 1. Girouette indiquant : 5 Page - Ligne remplaçante : L2 2163150 |                                                                             |                                                                             |                                                                             |                                                                             |                                                                             |                                                                             |                                                                             |                                                                             |
| 5     | Dernière actualisation : — |                                                                             |                                                                             |                                                                             |                                                                             |                                                                             |                                                                             |                                                                             |                                                                             |
| 6     | (Circulaire) Relais Bus ⥋ via le lycée Victor Hugo et Piquemil | (Circulaire) Relais Bus ⥋ via le lycée Victor Hugo et Piquemil              | (Circulaire) Relais Bus ⥋ via le lycée Victor Hugo et Piquemil              | (Circulaire) Relais Bus ⥋ via le lycée Victor Hugo et Piquemil              | (Circulaire) Relais Bus ⥋ via le lycée Victor Hugo et Piquemil              | (Circulaire) Relais Bus ⥋ via le lycée Victor Hugo et Piquemil              | (Circulaire) Relais Bus ⥋ via le lycée Victor Hugo et Piquemil              | (Circulaire) Relais Bus ⥋ via le lycée Victor Hugo et Piquemil              | (Circulaire) Relais Bus ⥋ via le lycée Victor Hugo et Piquemil              |
| 6     | Ouverture / Fermeture — / 29 août 2016 | Longueur —                                                                  | Durée 27 min                                                                | Nb. d’arrêts 23                                                             | Matériel —                                                                  | Jours de fonctionnement L, Ma, Me, J, V, S                                  | Jour / Soir / Nuit / Fêtes O / N / N / N                                    | Voy. / an —                                                                 | Exploitant Régie                                                            |
| 6     | Desserte : Colomiers - Arrêts desservis : — |                                                                             |                                                                             |                                                                             |                                                                             |                                                                             |                                                                             |                                                                             |                                                                             |
| 6     | Autre : La ligne 6 est couplée avec la ligne 4. Girouette indiquant : 6 Perget - Ligne remplaçante : 150 |                                                                             |                                                                             |                                                                             |                                                                             |                                                                             |                                                                             |                                                                             |                                                                             |
| 6     | Dernière actualisation : — |                                                                             |                                                                             |                                                                             |                                                                             |                                                                             |                                                                             |                                                                             |                                                                             |
| 7     | (Circulaire) Relais Bus ⥋ via la gare et les Marots | (Circulaire) Relais Bus ⥋ via la gare et les Marots                         | (Circulaire) Relais Bus ⥋ via la gare et les Marots                         | (Circulaire) Relais Bus ⥋ via la gare et les Marots                         | (Circulaire) Relais Bus ⥋ via la gare et les Marots                         | (Circulaire) Relais Bus ⥋ via la gare et les Marots                         | (Circulaire) Relais Bus ⥋ via la gare et les Marots                         | (Circulaire) Relais Bus ⥋ via la gare et les Marots                         | (Circulaire) Relais Bus ⥋ via la gare et les Marots                         |
| 7     | Ouverture / Fermeture — / 29 août 2016 | Longueur —                                                                  | Durée 28 min                                                                | Nb. d’arrêts 19                                                             | Matériel —                                                                  | Jours de fonctionnement L, Ma, Me, J, V, S                                  | Jour / Soir / Nuit / Fêtes O / N / N / N                                    | Voy. / an —                                                                 | Exploitant Régie                                                            |
| 7     | Desserte : Colomiers - Arrêts desservis : — |                                                                             |                                                                             |                                                                             |                                                                             |                                                                             |                                                                             |                                                                             |                                                                             |
| 7     | Autre : La ligne 7 est couplée avec la ligne 3. Girouette indiquant : 7 Marots - Ligne remplaçante : 55150 |                                                                             |                                                                             |                                                                             |                                                                             |                                                                             |                                                                             |                                                                             |                                                                             |
| 7     | Dernière actualisation : — |                                                                             |                                                                             |                                                                             |                                                                             |                                                                             |                                                                             |                                                                             |                                                                             |
| 8     | (Circulaire) Gare Centre ⥋ via la gare des Ramassiers et Cabirol | (Circulaire) Gare Centre ⥋ via la gare des Ramassiers et Cabirol            | (Circulaire) Gare Centre ⥋ via la gare des Ramassiers et Cabirol            | (Circulaire) Gare Centre ⥋ via la gare des Ramassiers et Cabirol            | (Circulaire) Gare Centre ⥋ via la gare des Ramassiers et Cabirol            | (Circulaire) Gare Centre ⥋ via la gare des Ramassiers et Cabirol            | (Circulaire) Gare Centre ⥋ via la gare des Ramassiers et Cabirol            | (Circulaire) Gare Centre ⥋ via la gare des Ramassiers et Cabirol            | (Circulaire) Gare Centre ⥋ via la gare des Ramassiers et Cabirol            |
| 8     | Ouverture / Fermeture — / 29 août 2016 | Longueur —                                                                  | Durée 28 min                                                                | Nb. d’arrêts 21                                                             | Matériel —                                                                  | Jours de fonctionnement L, Ma, Me, J, V, S                                  | Jour / Soir / Nuit / Fêtes O / N / N / N                                    | Voy. / an —                                                                 | Exploitant Régie                                                            |
| 8     | Desserte : Colomiers - Arrêts desservis : — |                                                                             |                                                                             |                                                                             |                                                                             |                                                                             |                                                                             |                                                                             |                                                                             |
| 8     | Autre : La ligne 8 est couplée avec la ligne 2. Girouette indiquant : 8 Ramassiers - Ligne remplaçante : 32 |                                                                             |                                                                             |                                                                             |                                                                             |                                                                             |                                                                             |                                                                             |                                                                             |
| 8     | Dernière actualisation : — |                                                                             |                                                                             |                                                                             |                                                                             |                                                                             |                                                                             |                                                                             |                                                                             |

## Matériel roulant
Les bus étaient remisés à l'atelier municipal de la ville, et étaient blanc avec des bandes bleu ciel.
En 2013, le parc était composé de :
- 13 Heuliez GX 317 dont sept ex-Tisséo et six ex-STGA (Angoulême) ;
- 1 Renault Tracer ;
- 1 TEMSA Safari ;
- 1 Volkswagen Crafter.

Par le passé, le réseau a été exploité avec :
- 2 Saviem SC 10 U ex-SEMVAT ;
- 12 Renault SC 10 R ex-SEMVAT sauf deux ex-RATP ;
- 8 Renault R 312 ex-RATP ;
- 2 Heuliez GX 217 ex-STGA ;
- 5 Heuliez GX 107 ex-STGA ;
- 2 Heuliez GX 77H ex-RATP.

## Tarifs
Les lignes de bus du réseau de Colomiers étaient accessibles gratuitement.